# Église Saint-Louis de Rouvroy
L'église Saint-Louis est une église catholique située dans la commune de Rouvroy, dans le département du Pas-de-Calais, en France. Elle a été classée le 30 juin 2012 au patrimoine mondial de l'Unesco.

## Histoire de l'église
Au printemps de l’année 1928, une église fut érigée pour la cité Nouméa de la fosse no 2 de la Compagnie des mines Vicoigne, Nœux et Drocourt, grâce à l’intervention de Louis Dupont, banquier à Douai et président du conseil d’administration de la Compagnie, et de Noël Beaugrand directeur de Nœux. L’église Saint-Louis est située sur l’actuelle place Antoine-Blanchant, curé de Rouvroy de 1968 à 1989. Cette place a été inaugurée le samedi 23 juin 1990.
L'église Saint-Louis, ses presbytères français et polonais, font partie des 353 éléments répartis sur 109 sites qui ont été classés le 30 juin 2012 au patrimoine mondial de l'Unesco. Ils constituent une partie du site no 48.

## La paroisse

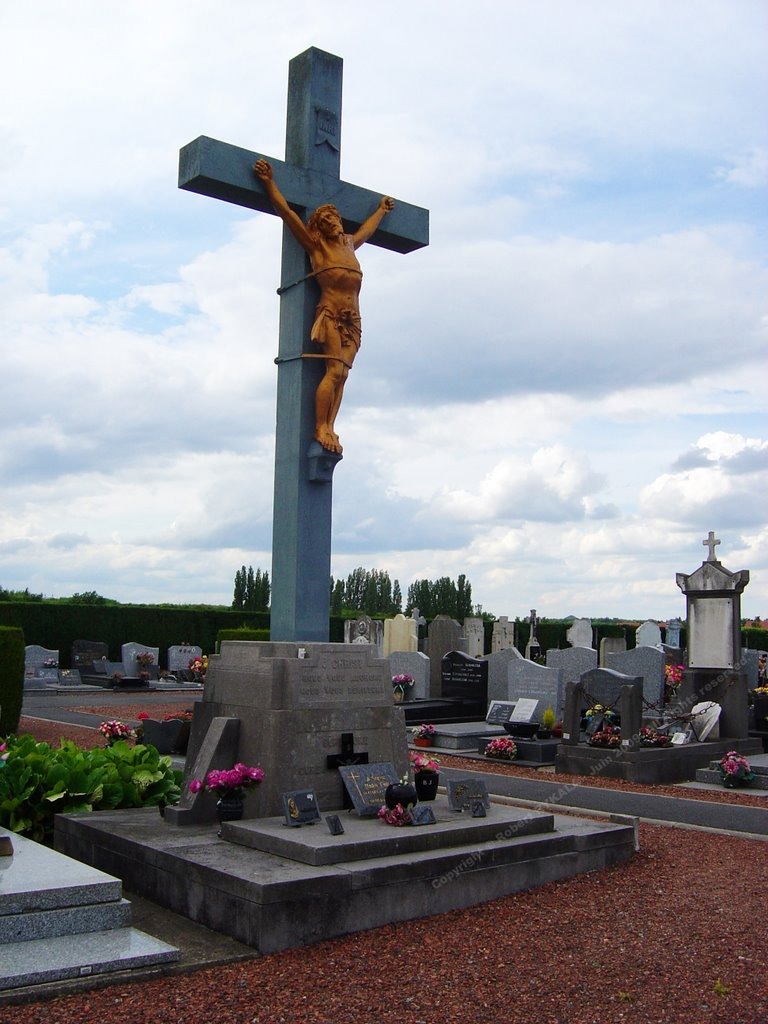
Croix avec le Christ du cimetière de Rouvroy-Nord.

La paroisse dépend successivement des doyennés de Vimy et de Billy-Montigny. La cité Nouméa, qui la constitue, compte actuellement 10 000 habitants ; elle est située le long du boulevard qui unit la cité La Parisienne de Drocourt à la cité du Maroc de Méricourt. L’église fut bénie le 6 avril 1930 par Monseigneur Charles Guillemant. En mai 1931, Rouvroy - Nouméa, ou Rouvroy - Mines, fut érigée en paroisse.
La communauté des sœurs de l’Immaculée Conception s’y installa en 1934.
Le dimanche 22 mars 1936, Monseigneur Henri-Édouard Dutoit se rendit à Rouvroy - Mines pour bénir un Christ destiné au calvaire qui, dans le nouveau cimetière du quartier, devait orner les sépultures des curés et des religieuses. Ce Christ de grandeur nature, en pierre de Soignies, avait été exposé devant la balustrade du chœur, sur un lit de parade. La donation en avait été faite par la Société des Mines.
Aujourd'hui comme sa voisine, l'église Saint-Géry en centre-ville, Saint-Louis dépend du diocèse d'Arras et fait partie de la paroisse Saint-Joseph-en-Haute-Deûle du doyenné d'Hénin-Carvin. La messe dominicale (de la paroisse française) n'y est plus célébrée qu'une fois par mois.

## L’église
L’église fut construite selon les plans des architectes parisiens Charles Duval et Emmanuel Gonse. Les artisans en furent Henri Marret, maître de fresque de Fourqueux, Raymond Couvègnes, sculpteur, Raymond Subes, ferronnier d'art, Jean Gaudin, verrier et M. Thibierge, entrepreneur de Douai.
Le plan de l’édifice est en forme de croix grecque à l’exemple de Sainte-Sophie de Constantinople. Le clocher, de forme carrée, porté par deux piliers de béton, s’élance en avant de la façade principale.
L’ossature de l’édifice est en béton, mais celui-ci est masqué par un parement de briques.
À l’intérieur, le carré central du transept est recouvert d’une coupole sur trompe de tracé octogonal, reposant sur quatre arcs portés gardés par des colonnes jumelées en béton massif. Le chœur est dans l’une des branches de la croix et quatre absidioles abritent les autels secondaires.

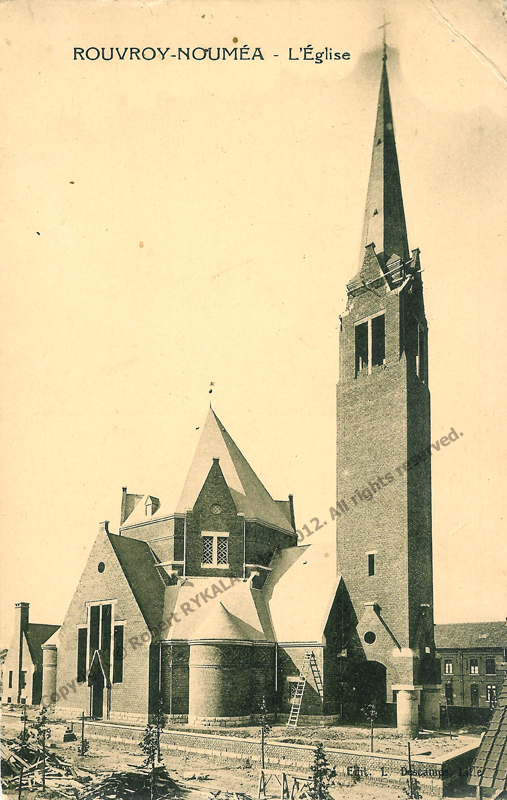
L'église lors de sa construction.
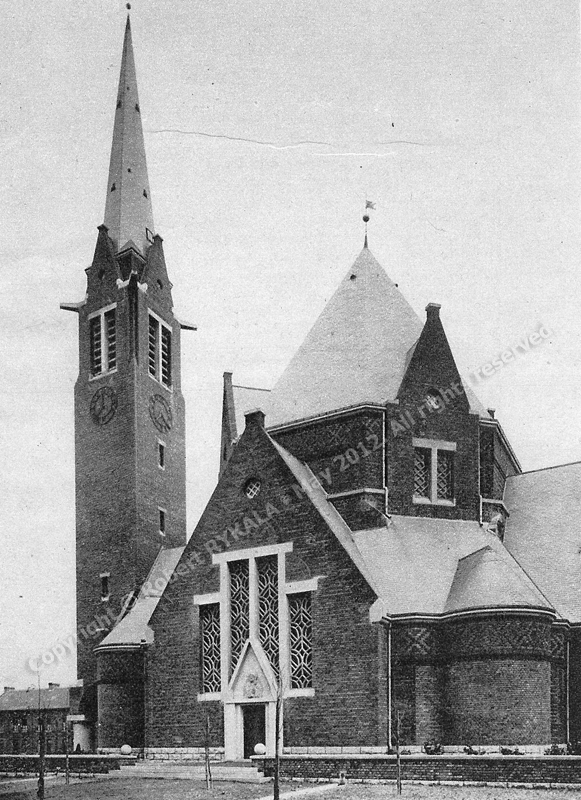
Église Saint-Louis.
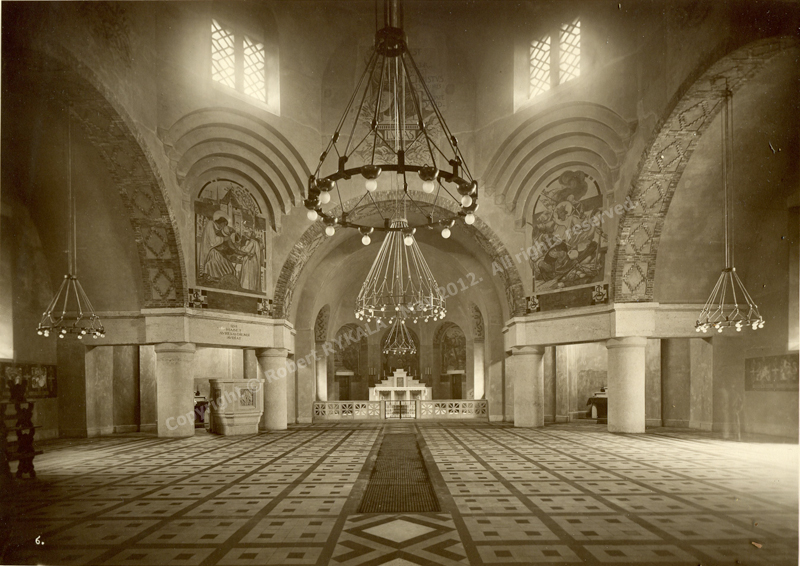
Ancienne vue sur l’autel de l’église Saint-Louis de Rouvroy.
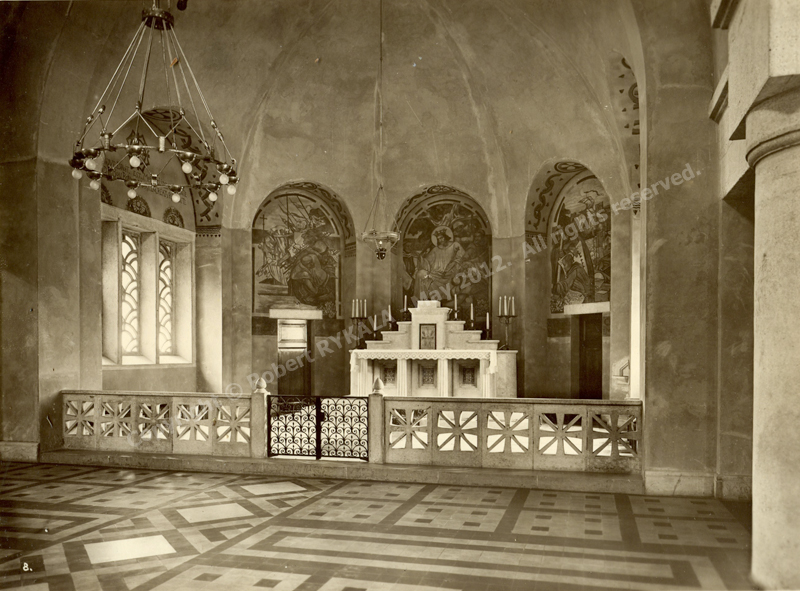
Ancien autel de l’église Saint-Louis de Rouvroy.
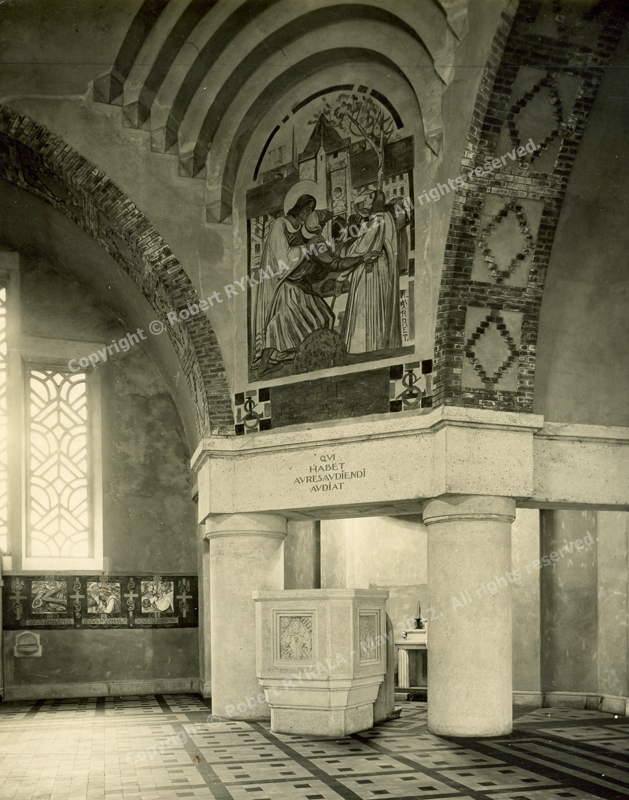
Ancienne chaire de l’église Saint-Louis de Rouvroy.

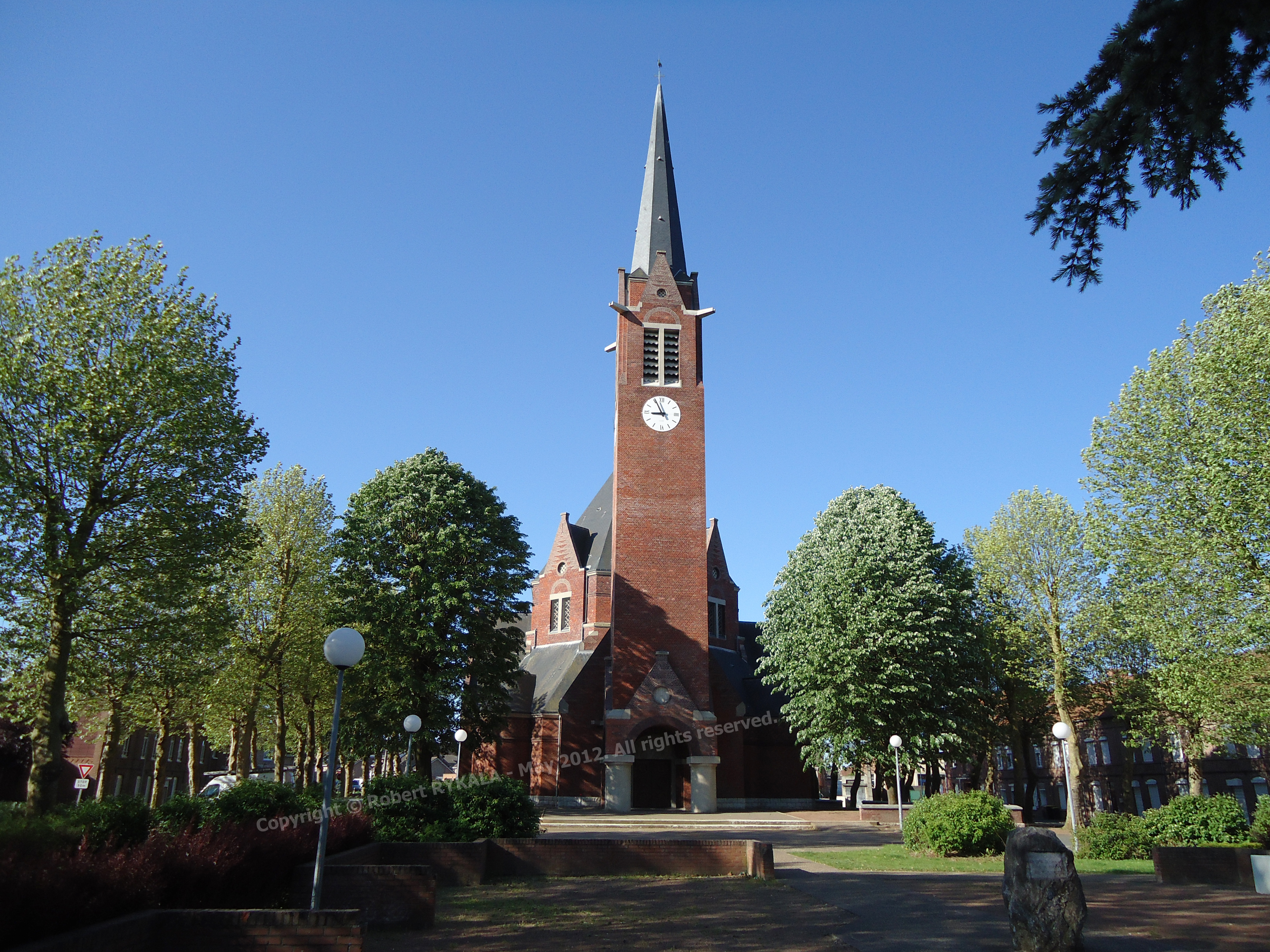
Église Saint-Louis de Rouvroy.
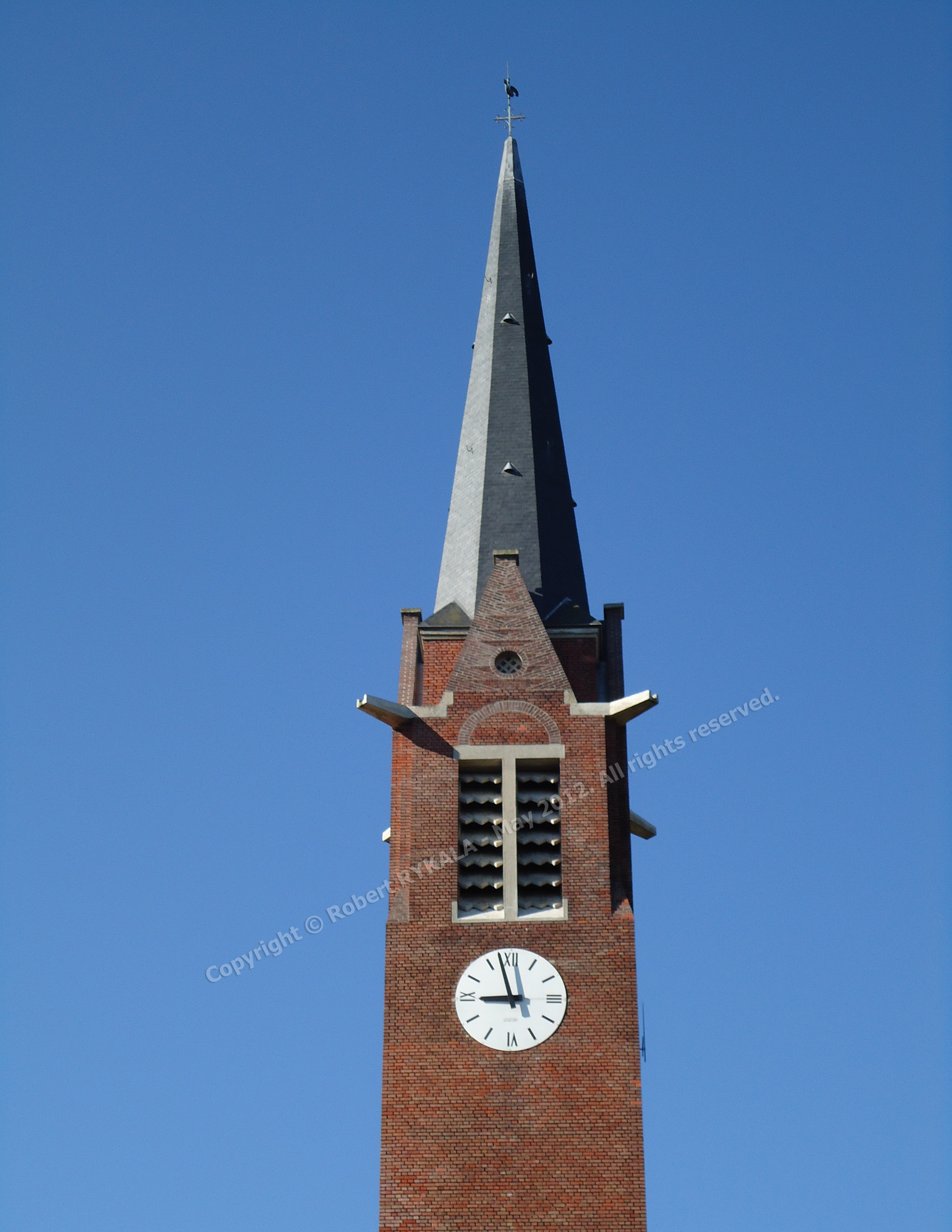
Clocher de l'église Saint-Louis de Rouvroy.
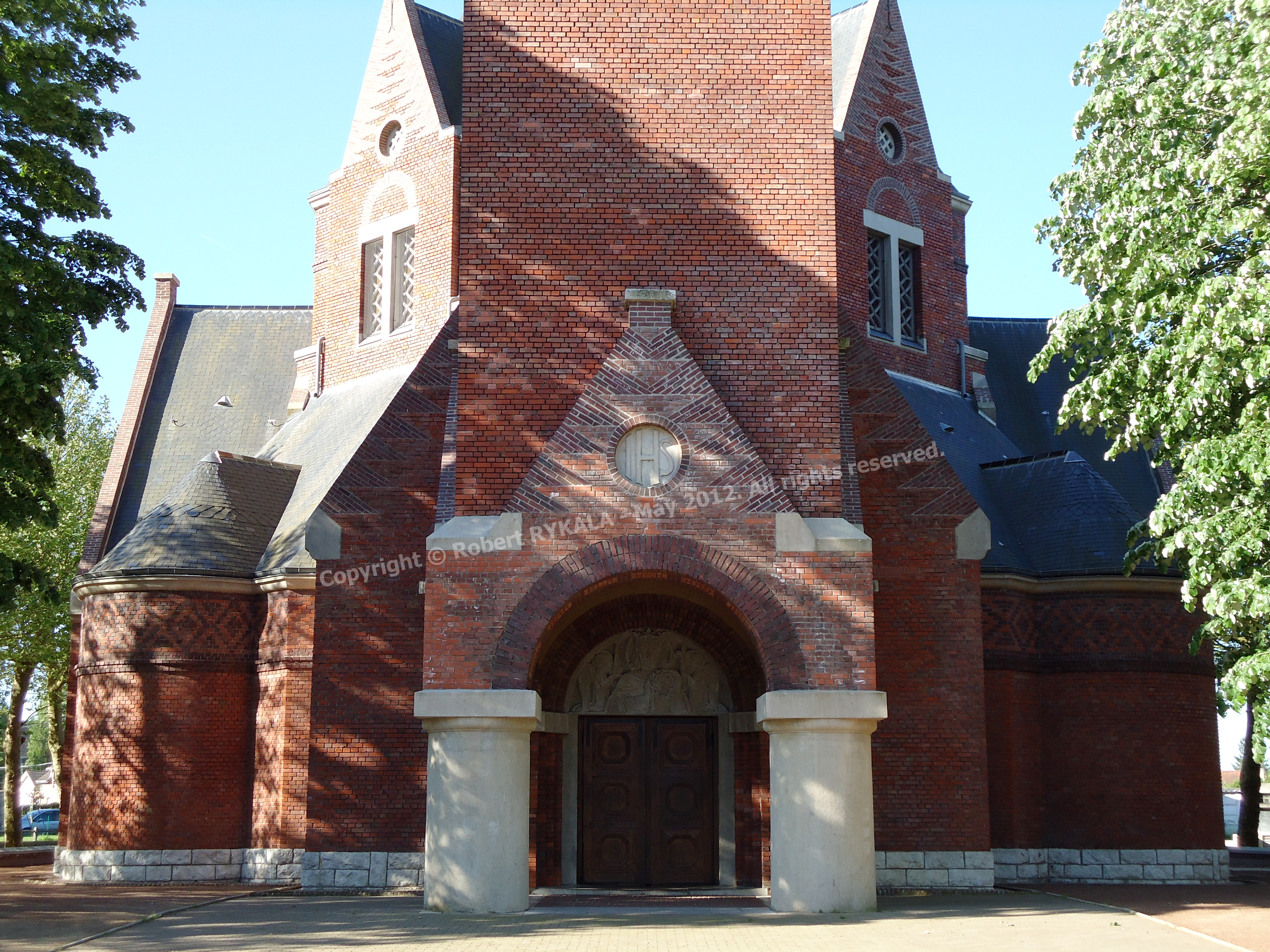
Portail principal de l'église Saint-Louis de Rouvroy.
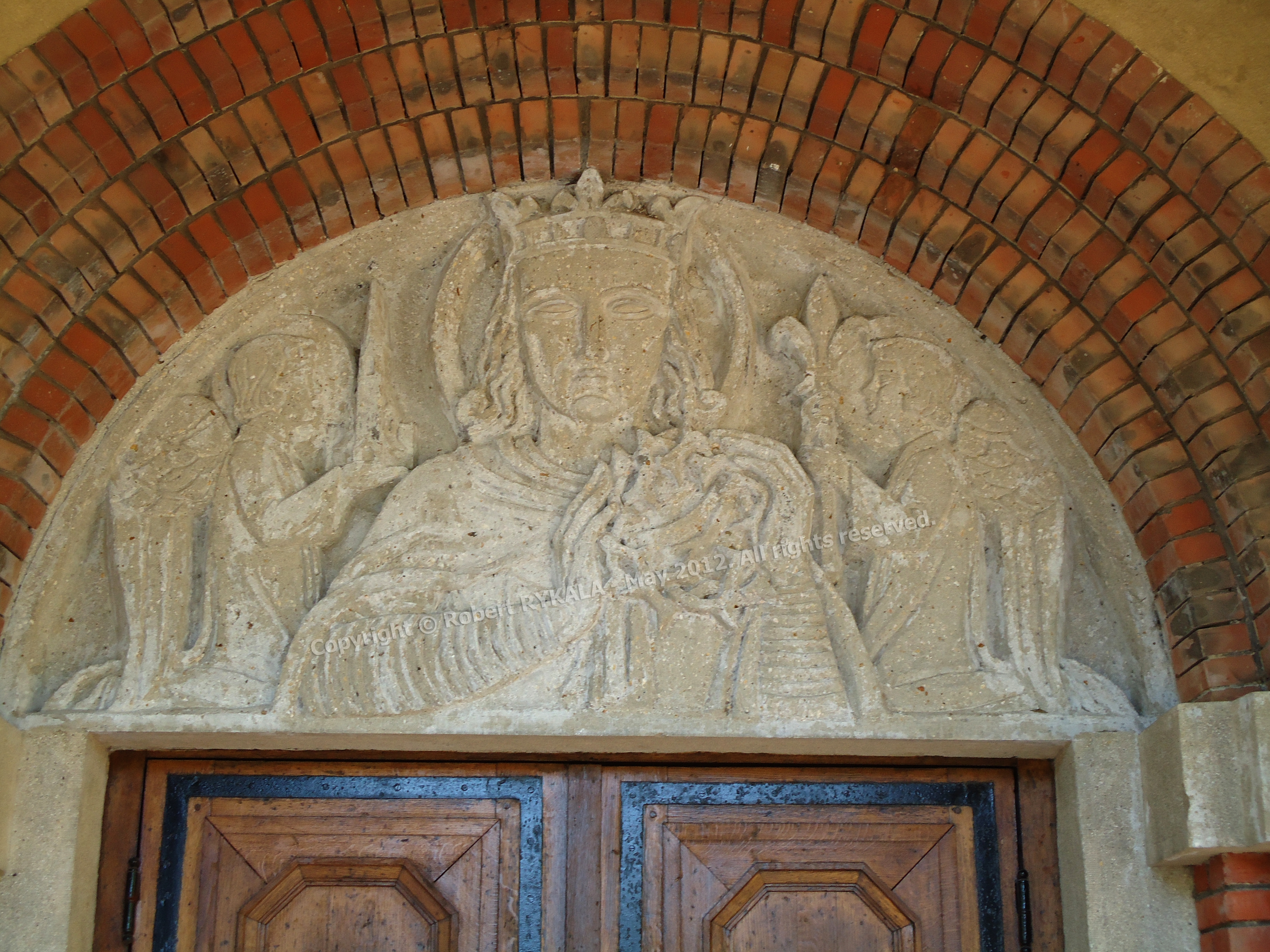
Tympan du portail principal de l'église Saint-Louis de Rouvroy.
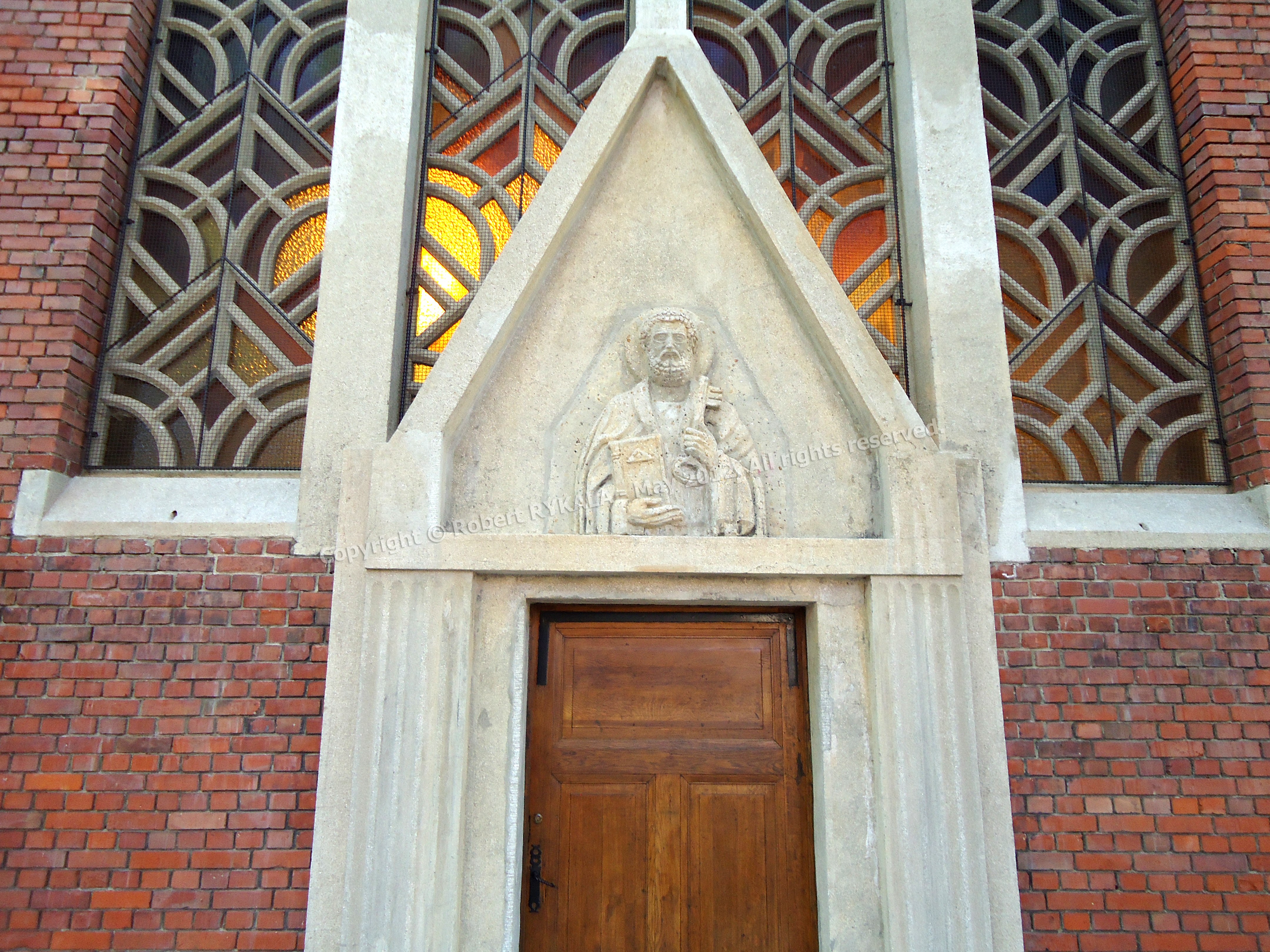
Tympan du portail latéral ouest dédié à saint Pierre.
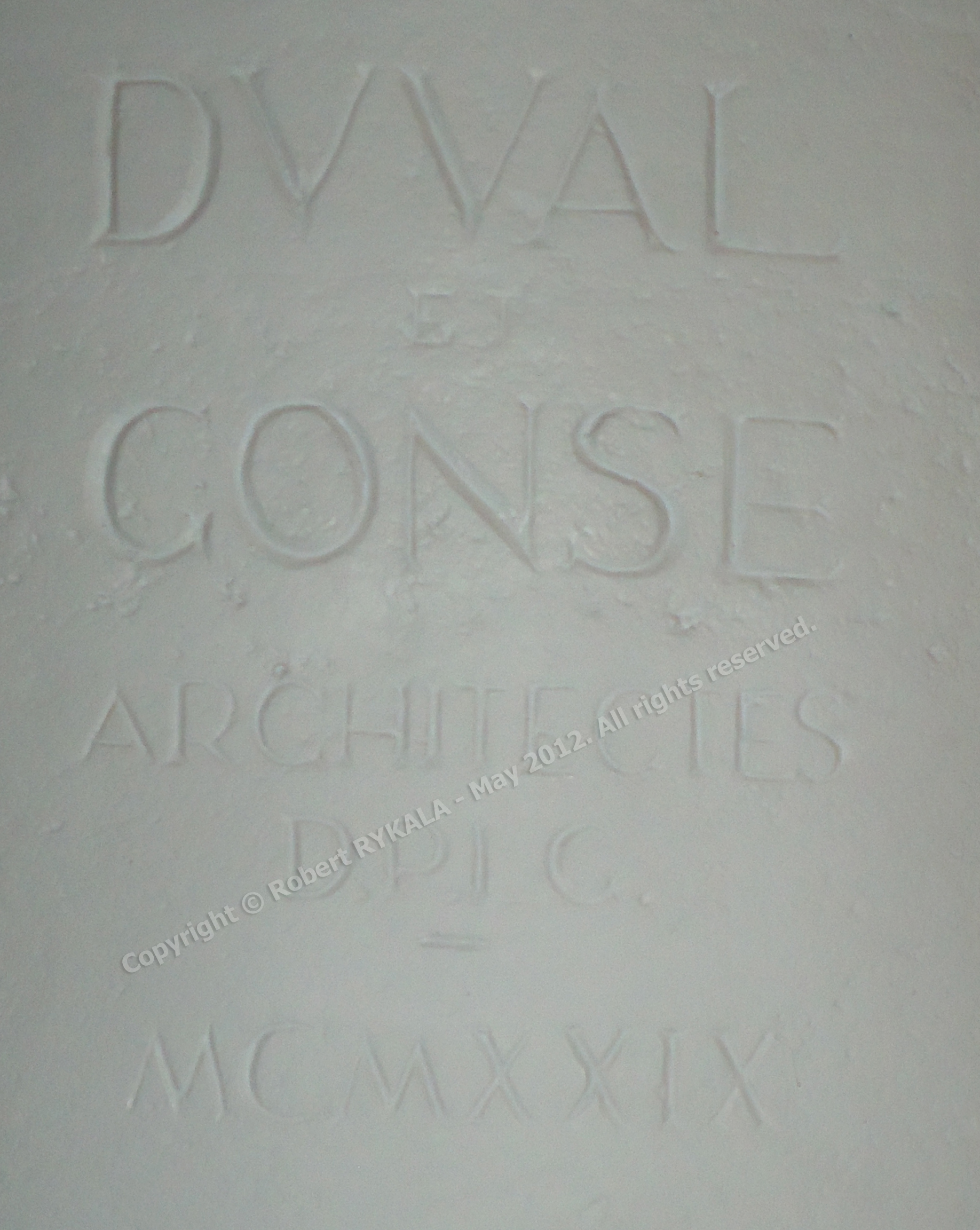
Signature des architectes sur le pilier latéral nord-est de l'église.
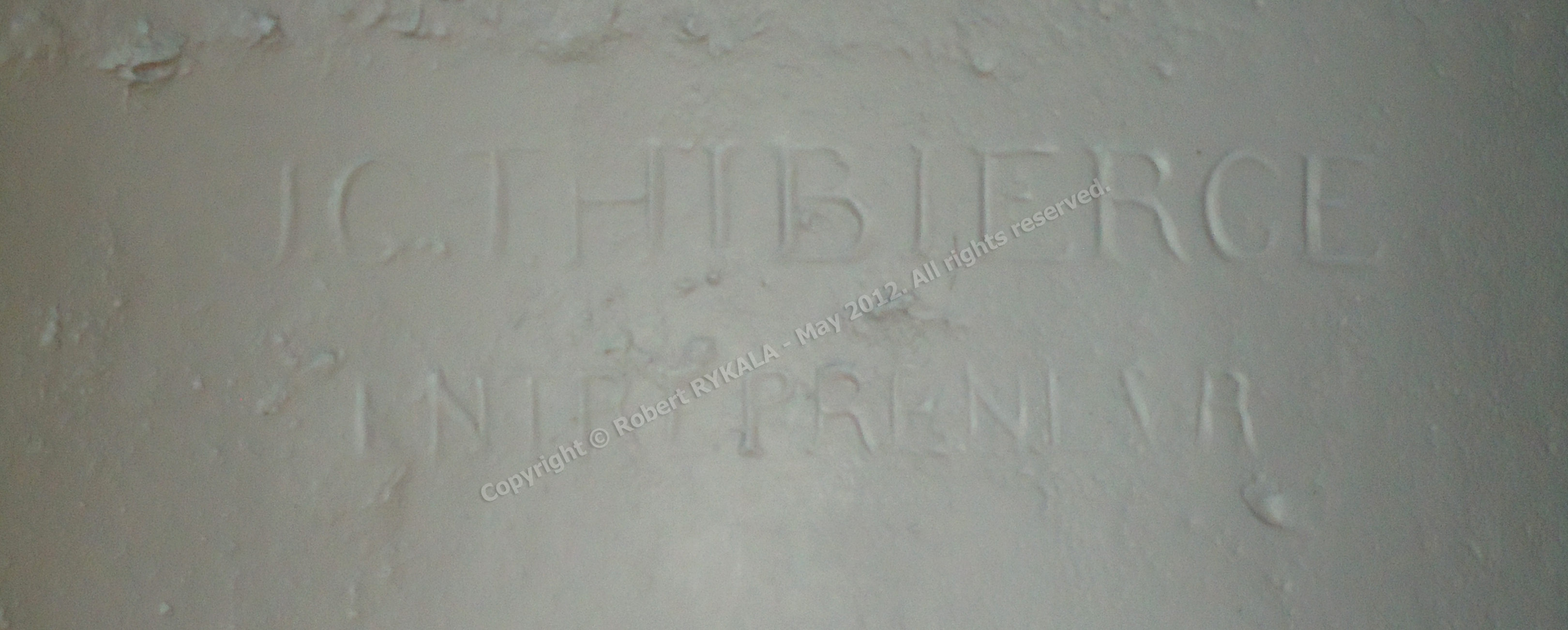
Signature de l'entrepreneur sur le pilier latéral nord-ouest de l'église.
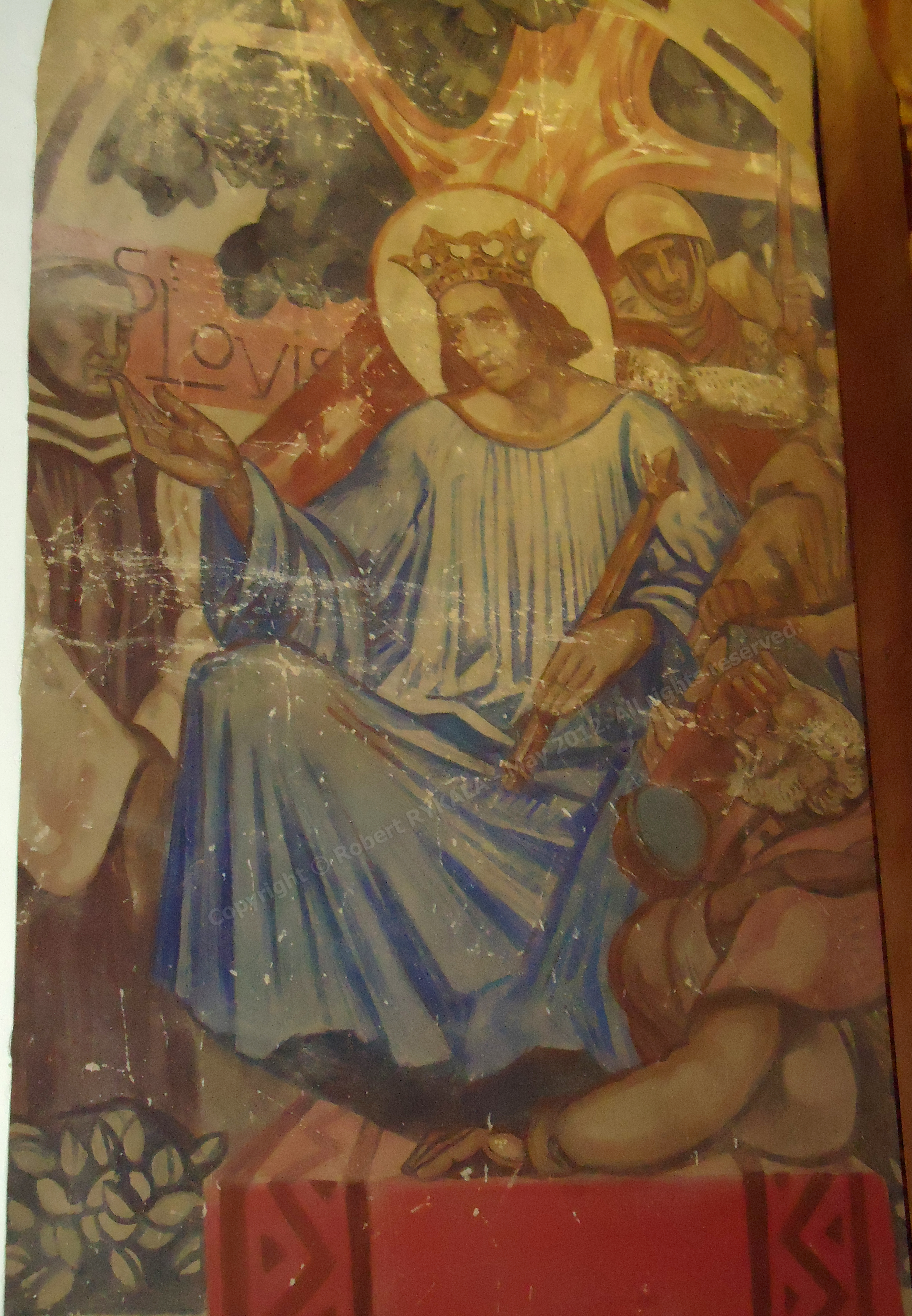
Fresque du Chêne de Vincennes de l'église Saint-Louis.

## La décoration
Les arcades entre les piliers sont décorées d’un motif en brique ; celle qui donne sur le chœur a été enduite de sang de bœuf par les Polonais. À l’origine, les murs étaient recouverts d’un mortier de chaux ocré servant de support aux décorations. Cette tonalité était renforcée par le jaune des verrières.
Henri Marret présentait en quatre scènes, sous les trompes à ressauts qui portent l’étage de la coupole, les œuvres sociales du roi Saint Louis : le Parlement, les Quinze-Vingts (nom donné aux trois cents aveugles recueillis par Saint Louis dans un hospice à Paris), les corporations et métiers, les institutions de la Paix. Ces compositions étaient traitées dans une dominante de bleu. A l’étage supérieur de la coupole, les panneaux séparant les fenêtres étaient consacrées aux Évangélistes dans une dominante rouge, brun, terre de sienne. Chaque personnage était accompagné de l’animal symbolique et d’un verset de son évangile. La calotte sphérique de la coupole s’ornant de huit médaillons représentant l’agneau et les sept dons du Saint-Esprit.
La décoration se complétait d’un chemin de croix : six étaient disposés en frise sur les murs du fond des deux bras du transept, les autres scènes étaient en bas de la nef de chaque côté de la porte d’entrée. Ces suites étaient serties d’une bordure dans les tons bruns, rouges, jaunes et noirs.
Aujourd’hui, les fresques ont disparu sous une couche de chaux éteinte ; ne subsiste que celle du chœur représentant le Chêne de Vincennes. De même, la frise du chemin de croix a été occultée par un contreplaqué (redécouvert lors des travaux de rénovation en 2011 et en attente de restauration).

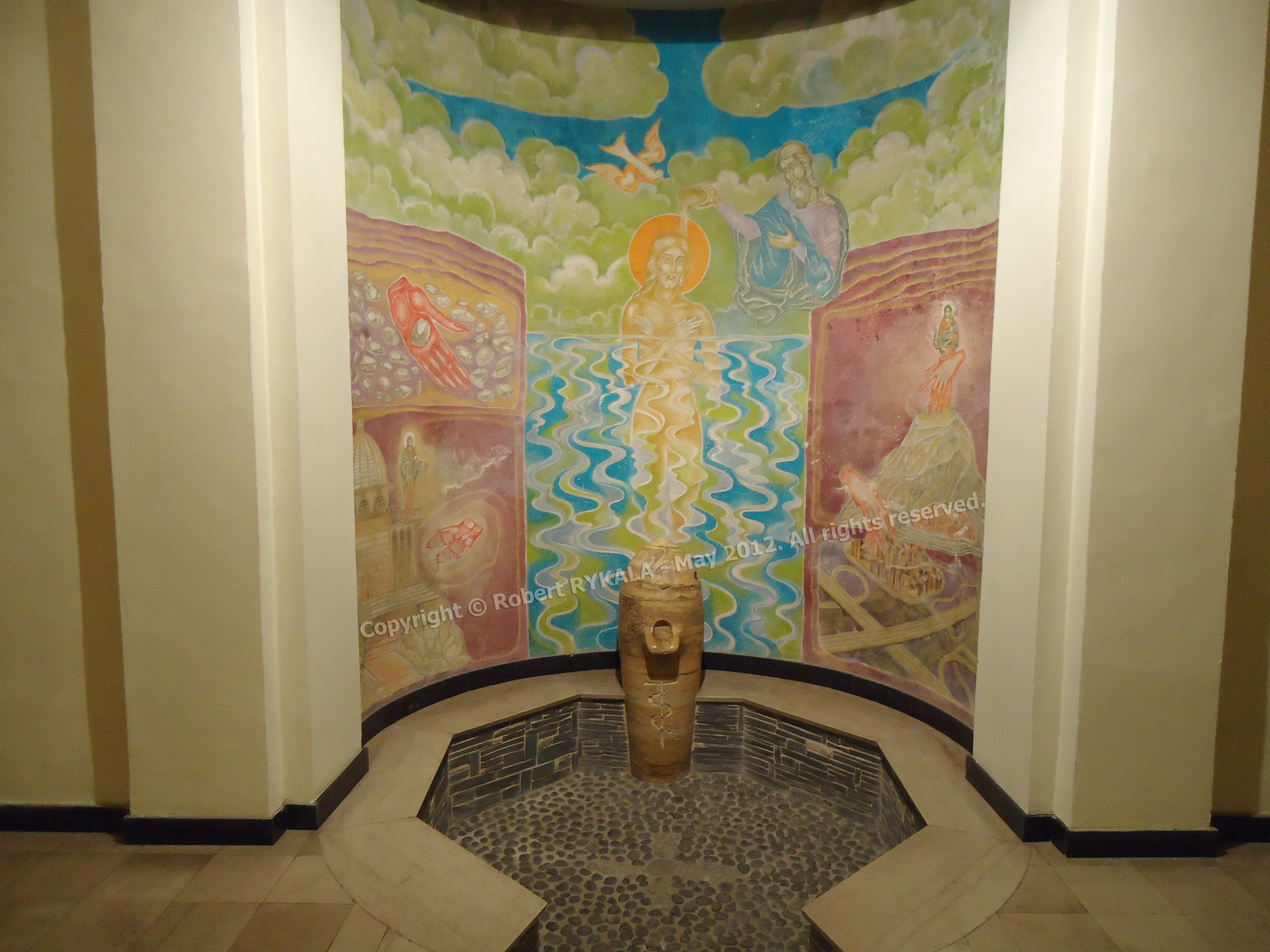
Les fonts baptismaux de l'église

Les fonts baptismaux ont reçu une nouvelle ornementation réalisée vers 1978 par le peintre polonais Eugeniusz Mucha. Le linteau laisse encore deviner l’inscription :
QUI  HABET  AURES  AUDIENDI  AUDIAT
Que celui qui a des oreilles pour entendre entende
Le chœur en hémicycle, qui reçoit la lumière par deux baies triples latérales, recèle encore sur la paroi du chevet l’unique fresque sauvegardée représentant Le Chêne de Vincennes avec à sa droite Le Départ d’Aigues-Mortes et à sa gauche La Chevauchée des croisés.

## Les reliques
L’autel en marbre de façon stylisée une berline en marche et renferme différentes reliques comme l’indique un parchemin portant ce texte :
« Tous réunis

Ce dix–huitième jour de Septembre

En l’An de grâce

Mille neuf cent quatre–vingt–huit

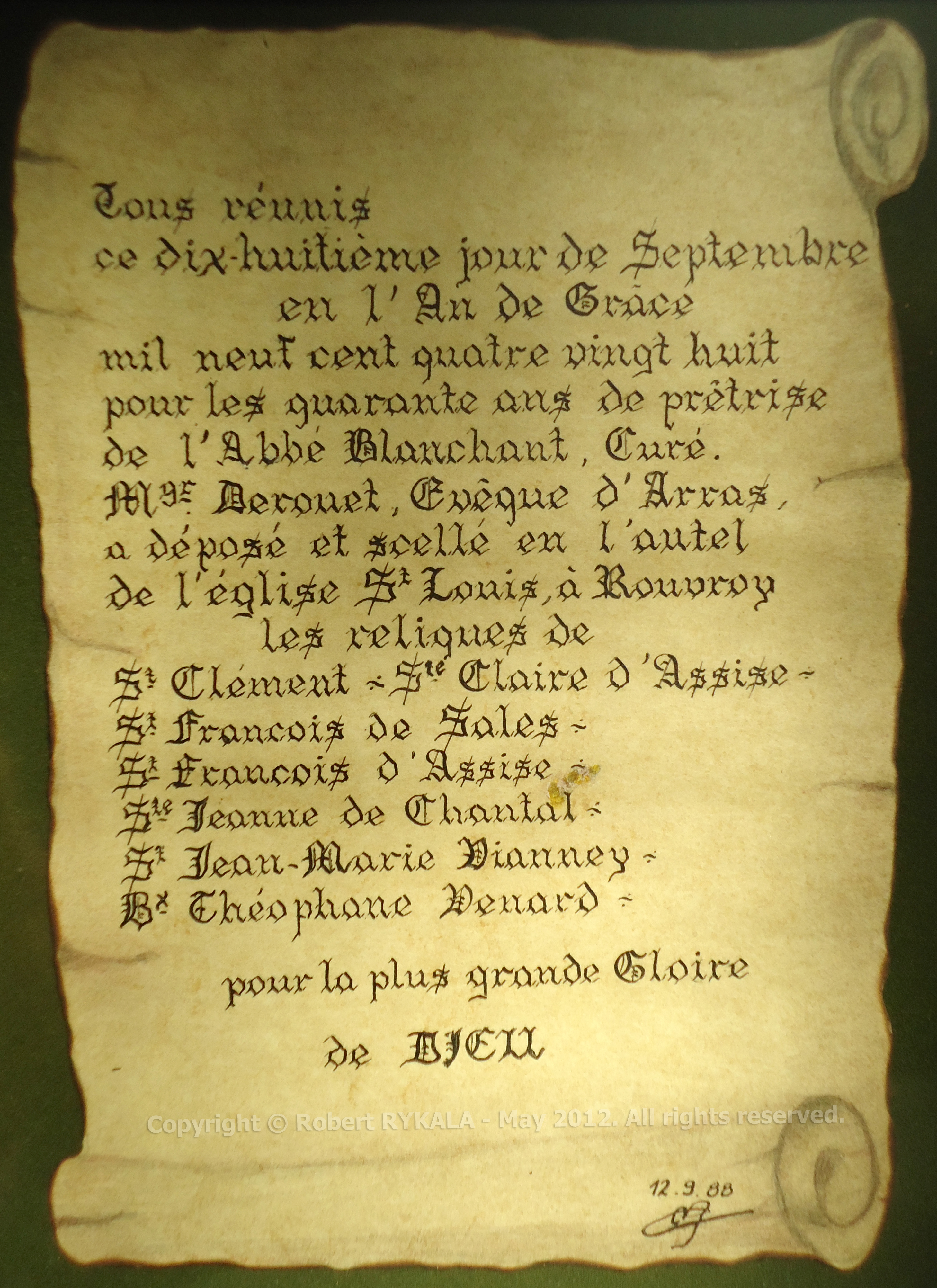
Parchemin des reliques de l'autel de l'église

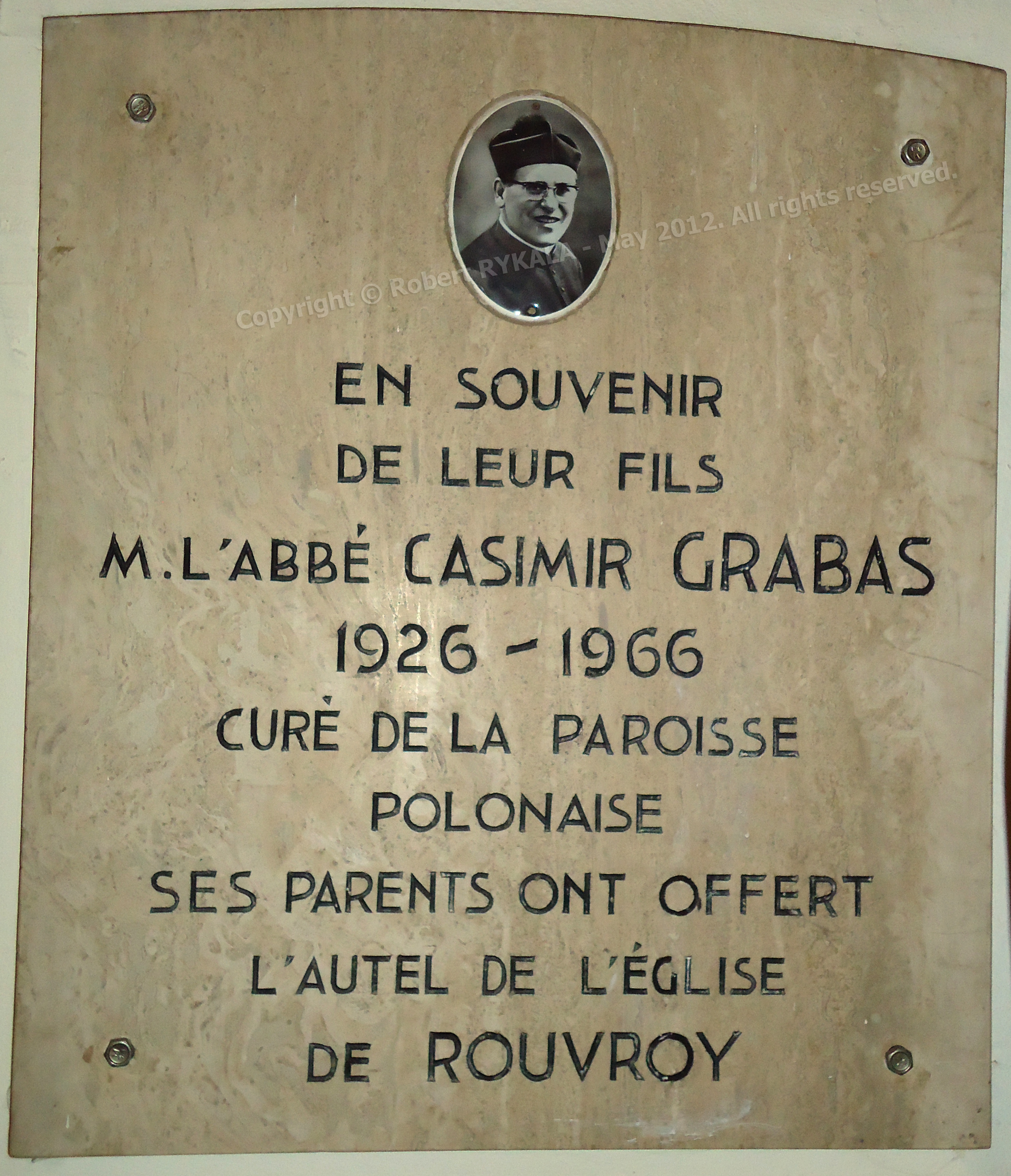
Plaque du don de l'autel de l'église

Pour les quarante ans de prêtrise de

L’Abbé Blanchant, Curé.

Mgr Derouet, Évêque d’Arras

A déposé et scellé en l’autel

De l’Église Saint-Louis de Rouvroy

Les reliques de

Saint Clément – Sainte Claire d’Assise

Saint François de Sales –

Saint François d’Assise –

Sainte Jeanne de Chantal –

Saint Jean – Marie Vianney –

Saint Théophane Venard.

Pour la plus grande Gloire de Dieu

12–9–88."
L'autel en marbre est un don de la famille de l'abbé Casimir Grabas en souvenir de sa mort, comme l'indique une plaque à côté de l'autel.
Saint Louis possédait des ornements de valeur: une chasuble rose exposée à Dublin, une vieille cape avec ornement blanc, couverte de fines broderies d’or, faite main.
L’évêque de Madagascar, Monseigneur Mioyer, vint sur place avec l’intention de faire reproduire l’édifice dans son diocèse.
En 1991, la toiture en ardoise a été entièrement rénovée. Ces travaux ont été suivis de la bénédiction de la croix du coq.

## La cloche
Le 6 avril 1930, la cloche nommée Marie-Louise est baptisée par Monseigneur Charles Guillemant. Elle a eu pour parrain Louis Dupont et pour marraine Marie-Louise Beaugrand, épouse du directeur-général.

## Les prêtres français
- L'abbé Henri Carière, administrateur de Billy-Montigny.
- L'abbé Fernand Lecup, du 20 mars 1931 à 1965.
- L'abbé Antoine Blanchant, de 1968 à 1989.
- L'abbé Marcel Letoquart, de 1989 à 1999.
- L'abbé André Gozdz, de 2001 à 2002.
- L'abbé Xavier Lemblé, de 2002 à 2009.
- L'abbé Adam Szymczak, de 2009 au 31 août 2015
- L'abbé Thomas Mikulak, de 1er septembre 2015 au 31 août 2017 (également curé de la paroisse Saint-Joseph en Haute-Deûle)
- L'abbé Joseph Wachala, depuis le 1er septembre 2017 (actuel curé de la paroisse)

## Les prêtres polonais
- L'abbé Bernard Berk - de 1931 à la fin X 1954
- L'abbé Bernard Olszewski - de 1 XI 1954 à 30 VI 1958
- L'abbé Kazimierz Grabas - de 1 VII 1958 à sa mort 1966
- L'abbé Ludwik Słomiany SChr - de 1 IX 1966 à 31 VIII 1978
- L'abbé Alfons Skomorowski SChr - de 1 IX 1978 à 31 VIII 1986
- L'abbé Zygmunt Buczkowski SChr - de 1 IX 1986 à sa mort 8 III 1995
- L'abbé Andrzej Góźdź SChr - de 1 IV 1995 à 31 VIII 2002
- L'abbé Jan Guzikowski SChr - de 1 IX 2002 à 31 VIII 2003
- L'abbé Antoni Ptaszkowski SChr - de 1 IX 2003 à 2008
- L'abbé Zygmunt Stefański SChr - de 2008 à 30 VI 2009
- L'abbé Adam Szymczak SChr - de 1 VII 2009 à 31 VIII 2015 (également curé de la paroisse Saint Joseph en Haute-Deûle)
- L'abbé Thomas Mikulak SChr - de 1 IX 2015 à 31 VIII 2017 (également curé de la paroisse Saint Joseph en Haute-Deûle)
- L'abbé Joseph Wachala SChr - de 1 IX 2017 à ..... (également curé de la paroisse Saint-Joseph en Haute-Deûle)